# Guruvayoor
Guruvayoor là một thành phố và khu đô thị của quận Thrissur thuộc bang Kerala, Ấn Độ.

## Nhân khẩu
Theo điều tra dân số năm 2001 của Ấn Độ, Guruvayoor có dân số 21.187 người. Phái nam chiếm 46% tổng số dân và phái nữ chiếm 54%. Guruvayoor có tỷ lệ 85% biết đọc biết viết, cao hơn tỷ lệ trung bình toàn quốc là 59,5%: tỷ lệ cho phái nam là 86%, và tỷ lệ cho phái nữ là 85%. Tại Guruvayoor, 10% dân số nhỏ hơn 6 tuổi.